# Uttarakhand
Uttarakhand (hindi उत्तराखण्ड, trb.: Uttarakhand, trl.: Uttarākhaṁḍ; ang. Uttarakhand; do grudnia 2006: hindi उत्तरांचल, trb.: Uttarańćal, trl.: Uttarāṁcal; ang. Uttaranchal) – jeden ze stanów Indii, położony w ich północnej części. Stolicą stanu, a zarazem największym miastem jest Dehradun. Stan został utworzony 9 listopada 2000 roku. 

## Podział administracyjny

Mapa podziału na dystrykty

Stan Uttarakhand dzieli się na 2 dywizje, które z kolei dzielą się na dystrykty. Łącznie w tym stanie znajduje się 13 dystryktów:

### Dywizja Garhwal
1. Uttarkashi

2. Chamoli - stolicą jest Chamoli Gopeshwar

3. Rudraprayag

4. Tehri Garhwal - stolicą jest New Tehri

5. Dehradun

6. Pauri Garhwal - stolicą jest Pauri

13. Haridwar

### Dywizja Kumaon
7. Pithoragarh

8. Bageshwar

9. Almora

10. Champawat

11. Nainital

12. Udham Singh Nagar - stolicą jest Rudrapur